# Elecciones presidenciales del Perú de 1899
Las elecciones presidenciales del Perú de 1899 se realizaron en 1899 siendo elegido presidente del Perú, Eduardo López de Romaña.
| Partido                     | Candidato               | Votos | %      |
| --------------------------- | ----------------------- | ----- | ------ |
| Partido Civil-Demócrata     | Eduardo López de Romaña | 55918 | 96.52% |
| Independiente               | Manuel Candamo          | 1337  | 2.31%  |
| Unión Nacional              | Manuel González Prada   | 549   | 0.95%  |
| Independiente               | Guillermo Billinghurst  | 129   | 0.22%  |
| Votos válidos               |                         | 57933 | 100%   |
| Votos inválidos y en blanco |                         | 352   |        |
| Total                       |                         | 58285 |        |